# Opulaster opulifolius
Opulaster opulifolius là loài thực vật có hoa trong họ Hoa hồng. Loài này được (L.) Kuntze mô tả khoa học đầu tiên năm 1891.